# أندريه سانتوس
أندريه سانتوس (بالبرتغالية: André Filipe Bernardes Santos‏) هو راقص ولاعب كرة قدم برتغالي في مركز الوسط، ولد في 2 مارس 1989 في توريس فيدراس في البرتغال. شارك مع منتخب البرتغال تحت 18 سنة لكرة القدم ومنتخب البرتغال تحت 19 سنة لكرة القدم ومنتخب البرتغال تحت 21 سنة لكرة القدم ومنتخب البرتغال لكرة القدم. أما مع النوادي، فقد لعب مع أونياو ليريا وديبورتيفو لاكورونيا وسبورتينغ لشبونة وفيتوريا دي غيماريش ونادي فاتيما ونادي ميتز وبالق أسير سبور.

## وصلات خارجية
- أندريه سانتوس على موقع اتحاد تركيا (لاعب) (الإنجليزية)
- أندريه سانتوس على موقع قاعدة بيانات كرة القدم.إي يو (الإنجليزية)
- أندريه سانتوس على موقع ناشيونال فوتبول تيمز (الإنجليزية)
- أندريه سانتوس على موقع Soccerway.com (الإنجليزية)
- أندريه سانتوس على موقع عالم كرة القدم.نت (الإنجليزية)
- أندريه سانتوس على موقع AS.com (الإسبانية)